# Любен Диков
Любен Ангелов Диков е български юрист и общественик, министър на правосъдието през 1935 година.

## Биография
Любен Диков е роден на 4 август (23 юли стар стил) 1895 година в Оряхово. През 1914 година започва да учи право в Женевския университет, но през следващата година се връща в България и участва в Първата световна война. През 1919 година се дипломира в Софийския университет „Св. Климент Охридски“, през 1920 – 1922 година специализира в Германия и защитава докторат в Гьотингенския университет.
След връщането си в България Диков преподава в Софийския университет – от 1924 година е доцент, а от 1930 година – професор по гражданско право, през 1927 – 1929 е декан на Юридическия факултет, а през 1933 – 1934 година е ректор на университета. Освен това в периода 1925 – 1944 г. преподава кооперативно и търговско право в Свободния университет за политически и стопански науки (днес УНСС). За нуждите на тези студенти, той написва знаменития си труд в два тома „Курс по търговско право“ в обем на 1030 печатни страници. От януари до април 1935 година е министър на правосъдието в правителството на Пенчо Златев.
Диков е редактор на списание „Юридическа мисъл“. Той е редовен член е на Българската академия на науките и дописен член е и на Академията за германско право в Мюнхен.
След Деветосептемврийския преврат през 1944 година Диков е съден от т.нар. Народен съд и получава присъда от 3 години затвор, отнето му е и званието академик. По-късно е интерниран в лагера Белене. През 1991 година посмъртно е възстановено членството му в Българската академия на науките, а през 1994 година присъдата на „Народния съд“ е отменена от Върховния съд.
Любен Диков умира на 19 март 1973 година в София.